# Houston Texans 2015
La stagione 2015 degli Houston Texans è stata la 14ª della franchigia nella National Football League, la seconda con Bill O'Brien come capo-allenatore.
Houston ha iniziato la stagione con un deludente record di 2–5, incluse nette sconfitte contro gli Atlanta Falcons (21–48) e i Miami Dolphins (26–44). Tuttavia la squadra si è ripresa nella seconda metà della stagione, dove ha avuto un bilancio di 6–2. In questa stagione vi è stata anche la vittoria della storia dei Texans contro i Colts ad Indianapolis, guidata dal terzo quarterback Brandon Weeden. I Texans hanno terminato con lo stesso record dell'anno precedente, 9–7, vincendo il primo titolo di division (il terzo complessivo) e qualificandosi per il playoff per la prima volta dal 2012. Nel primo turno stati subito eliminati dai Chiefs per 30-0. A fine anno, J.J. Watt fu premiato per la terza volta in carriera come difensore dell'anno, pareggiando il record di Lawrence Taylor.

## Scelte nel Draft 2015
| Giro | Scelta | Giocatore           | Ruolo | College           |
| ---- | ------ | ------------------- | ----- | ----------------- |
| 1    | 16     | Kevin Johnson       | CB    | Wake Forest       |
| 2    | 43     | Benardrick McKinney | ILB   | Mississippi State |
| 3    | 70     | Jaelen Strong       | WR    | Arizona State     |
| 5    | 175    | Keith Mumphery      | WR    | Michigan State    |
| 6    | 211    | Reshard Cliett      | OLB   | USF               |
| 6    | 216    | Christian Covington | DT    | Rice              |
| 7    | 235    | Kenny Hilliard      | RB    | LSU               |

## Staff
| Staff degli Houston Texans nel 2015 |
| --- |
| Organi dirigenziali - Fondatore/Chairman/CEO - Bob McNair - Vice Chairman - D. Cal McNair - Vice presidente esecutivo/General Manager – Rick Smith - Presidente – Jamey Rootes - Vice President of Football Administration – Chris Olsen - Vice President of Football Operations – Doug West - Senior Personnel Advisor – Bobby Grier - Direttore del personale professionistico – Brian Gaine - Direttore degli osservatori del college – Jon Carr - Director of Football Research – Jim Bernhardt - Assistente direttore personale prof. – Larry Wright Capo allenatore - Bill O'Brien Altri allenatori - Preparatore atletico – Craig Fitzgerald - Assistente p.a. – Sean Hayes - Assistente p.a. – Brian Bell Allenatori dell'attacco - Coordinatore offensivo/Quarterback - George Godsey - Running Back – Charles London - Wide Receiver – Stan Hixon - Tight End – John Perry - Offensive Line – Mike Devlin - Controllo qualità attacco – Tim Kelly - Assistente attacco – Pat O'Hara Allenatori della difesa - Coordinatore difensivo: Romeo Crennel - Defensive Line – Paul Pasqualoni - Linebacker – Mike Vrabel - Defensive back– John Butler - Assistente d.b. – Anthony Midget - Controllo qualità difesa – Will Lawing - Assistente difesa – Anthony Pleasant Allenatori dello special team - Coordinatore dello Special Team: Bob Ligashesky - Assistente – Doug Colman |

## Roster
| Roster degli Houston Texans nel 2015 |
| --- |
| Quarterback - 2 B.J. Daniels - 7 Brian Hoyer - 5 Brandon Weeden Running Back - 28 Alfred Blue - 23 Arian Foster - 41 Jonathan Grimes - 22 Chris Polk - 45 Jay Prosch FB Wide Receiver - 10 DeAndre Hopkins - 82 Keshawn Martin - 12 Keith Mumphery - 18 Cecil Shorts - 11 Jaelen Strong - 85 Nate Washington Tight End - 87 C.J. Fiedorowicz - 88 Garrett Graham - 84 Ryan Griffin Offensive Linemen - 70 Jeff Adams T - 76 Duane Brown T - 74 Chris Clark T - 72 Derek Newton T - 63 Kendall Lamm T - 79 Brandon Brooks G - 71 Xavier Su'a-Filo G - 60 Ben Jones C - 65 Greg Mancz C Defensive Linemen - 95 Christian Covington DE - 93 Jared Crick DE - 97 Jeoffrey Pagan DE - 99 J.J. Watt DE - 75 Vince Wilfork NT Linebacker - 90 Jadeveon Clowney OLB - 56 Brian Cushing ILB - 50 Akeem Dent ILB - 55 Benardrick McKinney ILB - 59 Whitney Mercilus OLB - 54 Mike Mohamed ILB - 51 John Simon OLB - 44 Carlos Thompson OLB - 57 Justin Tuggle ILB Defensive Back - 39 Lonnie Ballentine FS - 34 A.J. Bouye CB - 32 Quintin Demps SS - 29 Andre Hal SS - 25 Kareem Jackson CB - 30 Kevin Johnson CB - 24 Johnathan Joseph CB - 26 Rahim Moore FS - 21 Darryl Morris CB - 35 Eddie Pleasant SS - 20 Jumal Rolle CB Special Team - 4 Randy Bullock K - 9 Shane Lechler P - 46 Jon Weeks LS Lista delle riserve - 58 Reshard Cliett OLB (IR) - 81 Anthony Denham TE (IR) - 89 Mike McFarland TE (IR) - 27 Terrance Parks SS (IR) - 77 David Quessenberry T (Active/NF-Ill.) - 3 Tom Savage QB (IR) - 62 Chad Slade G (IR) - 47 Lynden Trail OLB (IR) - 49 Tony Washington OLB (Waived/injured) - 13 T.J. Yates IR Squadra di allenamento - 73 Karim Barton G - 16 Alan Bonner WR - 53 Max Bullough ILB - 40 Kurtis Drummond SS - 2 Zac Dysert QB - 38 Kenny Hilliard RB - 43 Corey Moore FS - 96 Dan Pettinato DE - 83 Eric Tomlinson TE - 6 Chandler Worthy WR 53 attivi, 8 inattivi, 10 nella squadra di allenamento, 0 free agent |
| Legenda - I rookie sono in corsivo. - Il primo ruolo è il principale mentre gli eventuali successivi indicano i ruoli secondari. - (IR) sta per Injured Reserve ed indica la lista ristretta per un solo giocatore infortunato che può tornare ad allenarsi dopo la settimana 6 e a rientrare in prima squadra dopo che questa ha giocato 8 partite. - (NF-Inj.) / (NF-Ill.) stanno rispettivamente per Non-Football Injured e Non-Football Illness ed indicano le liste dove viene inserito un giocatore che ha un infortunio o una malattia non dipendente dal football americano. - (PUP) sta per Physically Unable to Perform ed indica la lista dove viene inserito un giocatore mentre è in attesa di recuperare la condizione fisica. Nella stagione regolare dopo la sesta partita giocata dalla propria squadra, il giocatore ha tempo tre settimane per riprendere ad allenarsi, più tre settimane aggiuntive dal suo rientro agli allenamenti per rientrare in prima squadra. |

## Calendario
Il calendario della stagione è stato annunciato ad aprile 2015.

### Stagione regolare
| 1  | 13/9               | Kansas City Chiefs      | S 20–27            | 0–1                | NRG Stadium             | Recap              |                    |                    |
| 2  | 20/9               | at Carolina Panthers    | S 17–24            | 0–2                | Bank of America Stadium | Recap              |                    |                    |
| 3  | 27/9               | Tampa Bay Buccaneers    | V 19–9             | 1–2                | NRG Stadium             | Recap              |                    |                    |
| 4  | 4/10               | at Atlanta Falcons      | S 21–48            | 1–3                | Georgia Dome            | Recap              |                    |                    |
| 5  | 8/10               | Indianapolis Colts      | S 20–27            | 1–4                | NRG Stadium             | Recap              |                    |                    |
| 6  | 18/10              | at Jacksonville Jaguars | W 31–20            | 2–4                | EverBank Field          | Recap              |                    |                    |
| 7  | 25/10              | at Miami Dolphins       | S 26–44            | 2–5                | Sun Life Stadium        | Recap              |                    |                    |
| 8  | 1/11               | Tennessee Titans        | V 20–6             | 3–5                | NRG Stadium             | Recap              |                    |                    |
| 9  | Settimana di pausa | Settimana di pausa      | Settimana di pausa | Settimana di pausa | Settimana di pausa      | Settimana di pausa | Settimana di pausa | Settimana di pausa |
| 10 | 16/11              | at Cincinnati Bengals   | V 10–6             | 4–5                | Paul Brown Stadium      | Recap              |                    |                    |
| 11 | 22/11              | New York Jets           | V 24–17            | 5–5                | NRG Stadium             | Recap              |                    |                    |
| 12 | 29/11              | New Orleans Saints      | V 24–6             | 6–5                | NRG Stadium             | Recap              |                    |                    |
| 13 | 6/12               | at Buffalo Bills        | S 21–30            | 6–6                | Ralph Wilson Stadium    | Recap              |                    |                    |
| 14 | 13/12              | New England Patriots    | S 6–27             | 6–7                | NRG Stadium             | Recap              |                    |                    |
| 15 | 20/12              | at Indianapolis Colts   | V 16–10            | 7–7                | Lucas Oil Stadium       | Recap              |                    |                    |
| 16 | 27/12              | at Tennessee Titans     | V 34–6             | 8–7                | Nissan Stadium          | Recap              |                    |                    |
| 17 | 3/1                | Jacksonville Jaguars    | V 30–6             | 9–7                | NRG Stadium             | Recap              |                    |                    |

Note: Gli avversari della propria division sono in grassetto.

### Playoff
| Turno     | Data | Avversario (seed)      | Risultato | Record | Stadio      | NFL.com recap |
| --------- | ---- | ---------------------- | --------- | ------ | ----------- | ------------- |
| Wild Card | 9-1  | Kansas City Chiefs (5) | S 0–30    | 0–1    | NRG Stadium | Recap         |

## Classifiche

### Division
| AFC South            | AFC South | AFC South | AFC South | AFC South | AFC South | AFC South | AFC South | AFC South | AFC South |
|                      | V         | S         | P         | %         | DIV       | CONF      | PF        | PS        | Str.      |
| -------------------- | --------- | --------- | --------- | --------- | --------- | --------- | --------- | --------- | --------- |
| (4) Houston Texans   | 9         | 7         | 0         | .563      | 5–1       | 7–5       | 339       | 313       | V3        |
| Indianapolis Colts   | 8         | 8         | 0         | .500      | 4–2       | 6–6       | 333       | 408       | V2        |
| Jacksonville Jaguars | 5         | 11        | 0         | .313      | 2–4       | 5–7       | 376       | 448       | S3        |
| Tennessee Titans     | 3         | 13        | 0         | .188      | 1–5       | 1–11      | 299       | 423       | S4        |

## Premi
- J.J. Watt:

miglior difensore dell'anno della NFL